# Herbeys
Herbeys település Franciaországban, Isère megyében. Lakosainak száma 1388 fő (2022. január 1.). Herbeys Saint-Martin-d’Uriage, Vaulnaveys-le-Haut, Brié-et-Angonnes, Gières és Poisat községekkel határos.

## Népesség
A település népességének változása:
| Lakosok száma | 355  | 945  | 1167 | 1260 | 1352 | 1364 | 1361 | 1361 | 1370 | 1388 |
|               | 1968 | 1982 | 1999 | 2006 | 2012 | 2015 | 2017 | 2018 | 2020 | 2022 |